# David Reynolds (compositeur)
Pour les articles homonymes, voir David Reynolds et Reynolds.
David Reynolds est un compositeur américain de musiques de films né à Minneapolis, dans le Minnesota (États-Unis).

## Filmographie
- 1991 : Resident Alien (TV)
- 1994 : Running Free
- 1995 : Blue Skies Are a Lie
- 1995 : Beyond Bob
- 1995 : L'Oiseau porte-bonheur (The Adventures of Black Feather)
- 1997 : A Time to Revenge
- 1997 : George B.
- 1997 : Empires of Industry (série TV)
- 1999 : Warlock III: The End of Innocence (vidéo)
- 1999 : L'Arche de l'amour (Love Happens)
- 2000 : Tex, the Passive-Aggressive Gunslinger
- 2001 : The Attic Expeditions
- 2001 : Almost Salinas
- 2001 : Out of the Wilderness (TV)
- 2001 : Earth vs. the Spider (Earth vs. the Spider) (TV)
- 2001 : Comment fabriquer un monstre (How to Make a Monster) (TV)
- 2001 : La Sirène mutante (Mermaid Chronicles Part 1: She Creature) (TV)
- 2002 : Le Secret de maman (I Saw Mommy Kissing Santa Claus)
- 2003 : Panique sous les Tropiques (The Paradise Virus) (TV)
- 2004 : Blowing Smoke (TV)
- 2004 : The Interruption
- 2004 : Sexe Intentions 3 (Cruel Intentions 3) (vidéo)
- 2005 : Tides of War (TV)
- 2006 : The Novice
- 2006 : In Her Line of Fire
- 2006 : Rendez-moi mon fils ! (Long Lost Son) (TV)